# Isabel Medarde
Isabel Medarde Oliden (León, 10 de agosto de 1974) es una directora y productora de cine española.

## Biografía

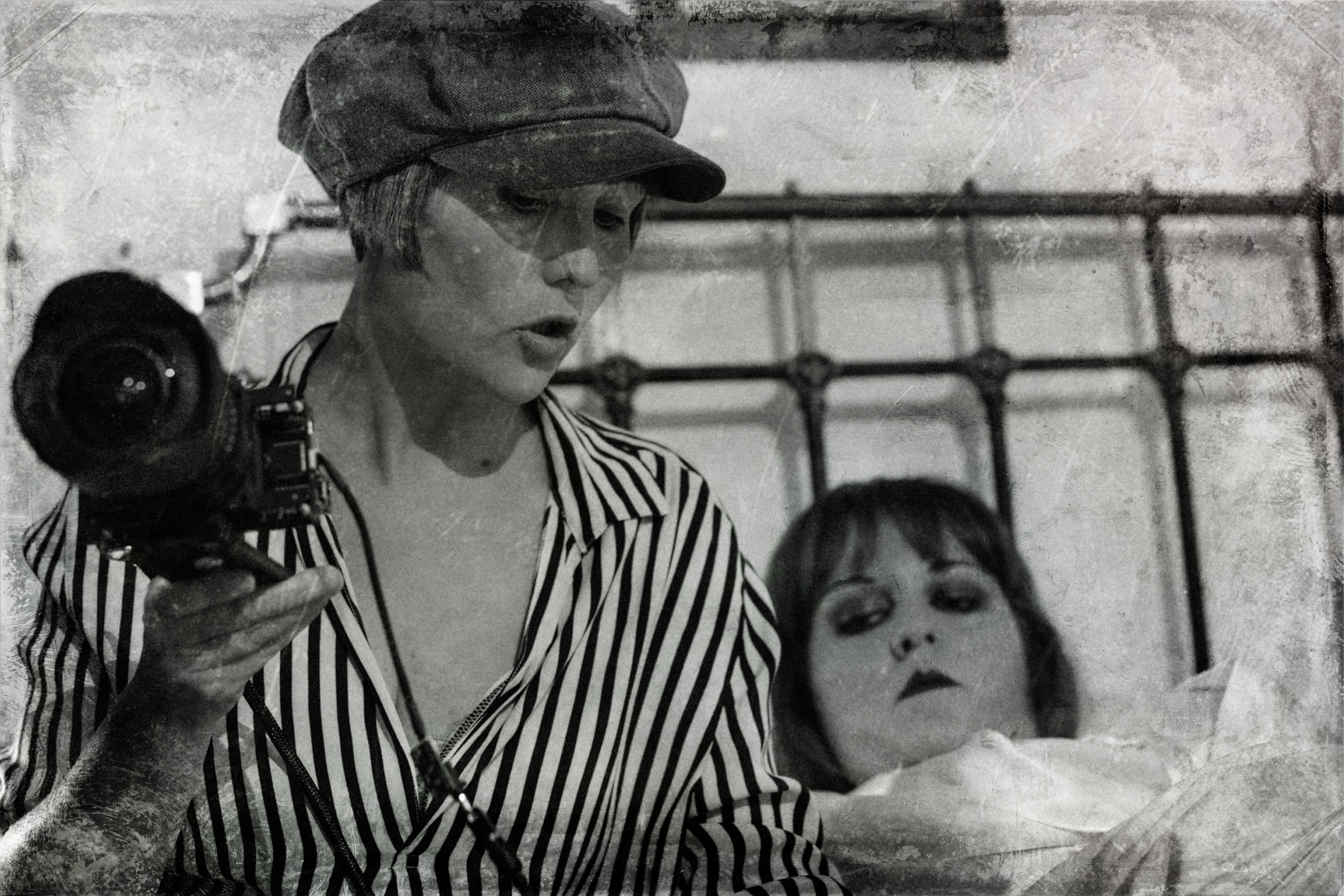
Isabel Medarde con la cámara de cine AXIOM Beta, encarnando a Zoe Lapierre en el rodaje de La ranura.

Estudió cinematografía en el TAI centro universitario de artes en Madrid, arte dramático en la ESAD (University of Kent at Canterbury/Torrelodones) y fotografía en el Centro internacional de fotografía y cine EFTI de Madrid.
A principios del siglo XXI comenzó su carrera profesional en el cine como actriz, continuista y realizadora de making-of, junto con el cineasta colmenareño Isaac Berrocal, y como docente de cine y artes escénicas. Las áreas formativas que imparte comprenden la creación de cortometrajes, las técnicas de stop-motion y timelapse, el cine abierto, el teatro y la creatividad aplicada al audiovisual. Taller de cine e interpretación en espacio mestizo (Fundación Juan Soñador), Taller de cine abierto con AXIOM Beta camera (Medialab-Prado Madrid), Audiovisual para la expresión creativa (Laboratorio Poético, Ayuntamiento de León) o Relatos animados sobre historias de vida (taller de stop-motion para pequeamigos del DEAC del MUSAC), son algunos ejemplos de docencia impartida.
En 2008 creó la productora de cine Bambara Zinema en la ciudad de León, adentrándose desde ese momento en la producción y la dirección cinematográficas. En el ámbito de la producción, se especializa en la dirección de producción, siendo sus trabajos más destacados los realizados en colaboración con el músico y realizador Juan Marigorta -Estudios Tripolares- y el cineasta Isaac Berrocal -Brincadeira Films-.
Como realizadora, busca un lenguaje propio en los trabajos que dirige, para ello explora la no ficción, el ensayo cinematográfico o fílmico, el vídeo en primera persona, las vídeo correspondencias, el cine experimental, el found footage, el cine reciclado, etc. Shakespeare no estuvo allí (2014), Presión, depresión, expresión (2015), Le Pasquín Poético (2016), La ranura (2019) y La espiral maravillosa. El Sex Appeal de las soluciones imaginarias, son algunos ejemplos.
En 2009 retomó su carrera como actriz en cine y teatro. En teatro participa en el grupo El mayal de la Universidad de León y las compañías Acéfalo Narciso Teatro y La foca monje, representando obras como Máquinahamlet (2009 – 2010), Retablo de Valle-Inclán (2013) u Hotel las Vegas (2017). Todas ellas dirigidas por Javier de la Varga. En su faceta cinematográfica, interpreta el papel protagonista en Surya Namaskara (2011) y La espiral maravillosa. El Sex Appeal de las soluciones imaginarias.
En 2010 creó una plataforma para la investigación audiovisual, Laboratorio Bambara, desde la que experimenta en campos como el timelapse, el stopmotion, la rotoscopia o el arte urbano. El trabajo colectivo, ligado a las filosofías del copyleft, el software libre y el código abierto, son otros de los ámbitos de trabajo que aborda, colaborando con el proyecto apertus° en el ámbito del cine abierto.
Resultado de estos intereses y áreas de trabajo surgen producciones como Surya Namaskara (2011), Smaug (2015) o Proceso construcción nuevo equipamiento edificio Fundación Cerezales Antonino y Cinia (2017), así como la producción de La espiral maravillosa, rodada íntegramente con la cámara de cine digital AXIOM Beta, creada con software y hardware libres. Todas estas obras publicadas con licencias Creative Commons.
En el plano colectivo, desde 2012 comienza a trabajar en La voz del concejo junto a la Asociación cultural Faceira, Bambara Zinema y el Laboratorio Bambara, con el apoyo de CECU-Unesco y la Fundación Cerezales Antonino y Cinia. La voz del concejo es un documental web sobre las entidades locales menores, los concejos y los bienes comunales.
En 2018 recibió la II beca Villalar de creación artística contemporánea de Castilla y León para desarrollar el proyecto personal La espiral maravillosa. Proyecto del que surgen trabajos como el cortometraje surrealista La ranura (2019) y su ópera prima La espiral maravillosa. El Sex Appeal de las soluciones imaginarias, largometraje que se encuentra en proceso de posproducción.

## Trabajos representativos

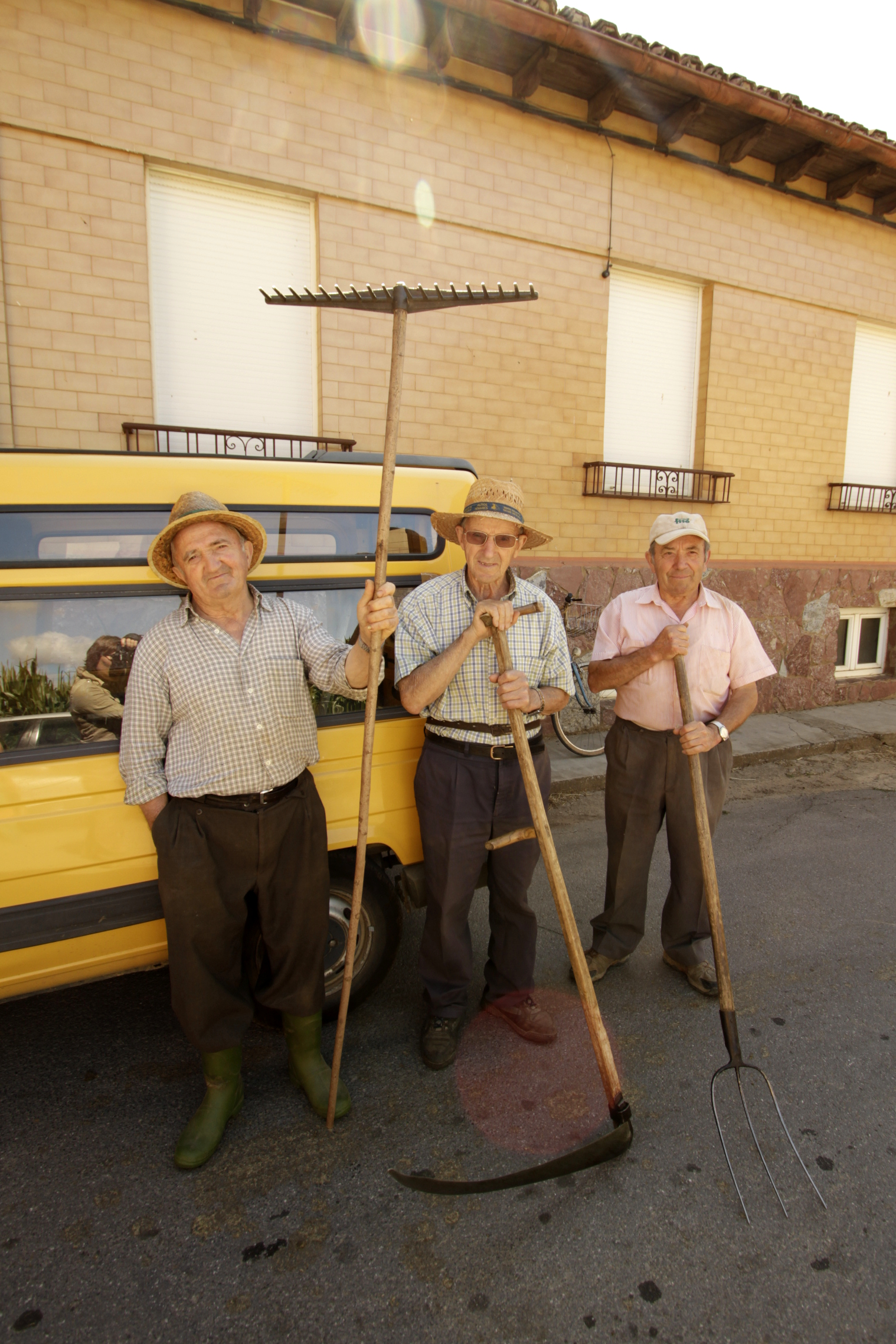
Hombres tras una hacendera en Villanueva del Condado, León.

### La voz del concejo (2012-actualidad)
La voz del concejo es un proyecto iniciado en 2012 junto con la Asociación cultural Faceira, con el objetivo de mostrar qué son los concejos y por qué es importante su defensa. El trabajo toma formato de documental web, publicándose bajo una licencia Creative Commons, lo que permite su libre difusión y proyección.
El proyecto también buscar declarar los concejos como patrimonio cultural inmaterial de la humanidad por la Unesco, para lo cual, en abril de 2013 se firma un convenio de colaboración entre la Asociación cultural Faceira, Bambara Zinema, la Confederación española de centros y clubes Unesco y la Fundación Cerezales Antonino y Cinia, con el objeto de reunir la documentación necesaria que sirva para presentar la solicitud ante la Unesco en París.

### Shakespeare no estuvo allí (2014)

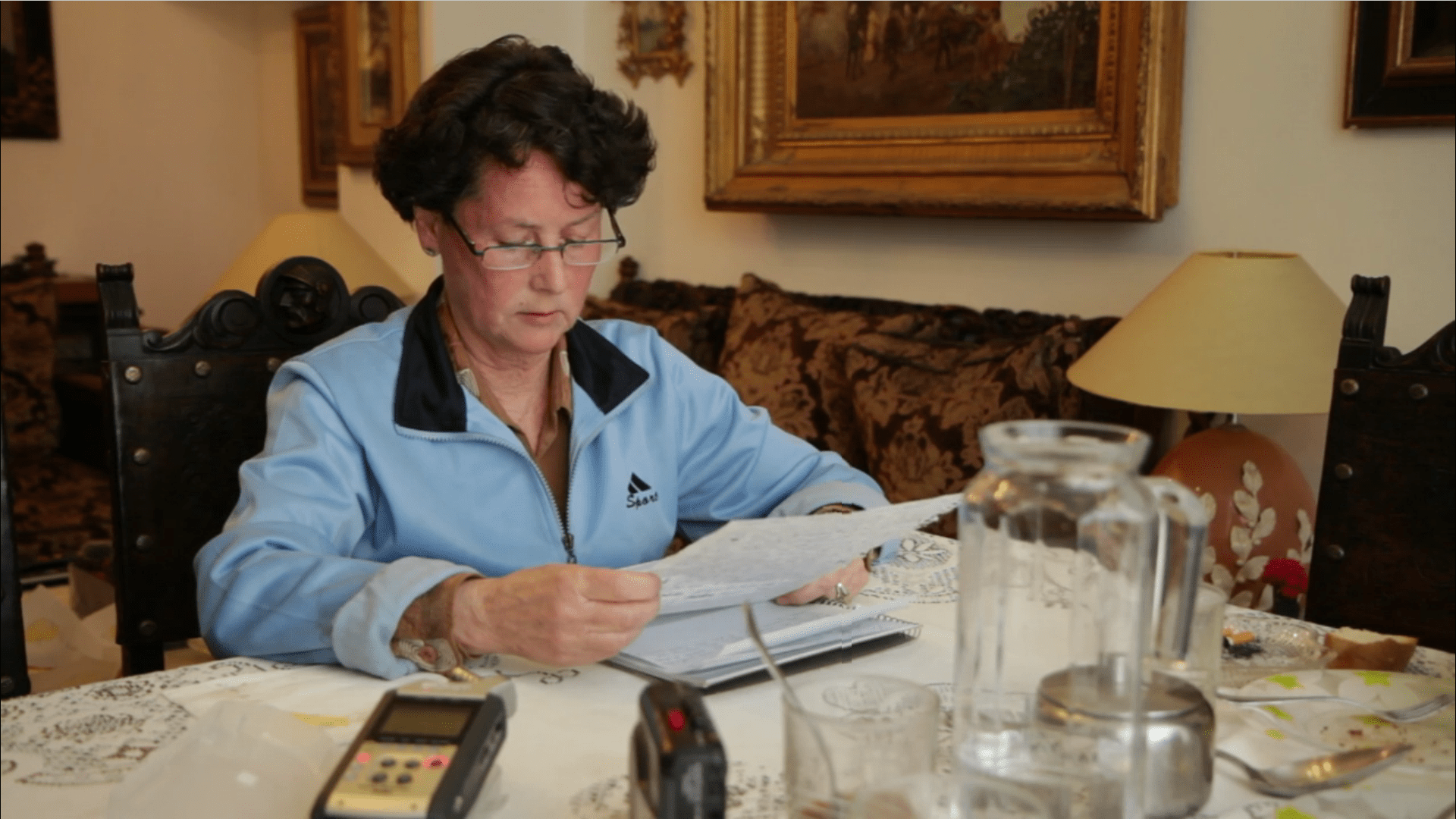
Fotograma de Shakespeare no estuvo allí

Con este ensayo fílmico, la autora se adentra en la habitación propia de su madre, quien intenta escribir su historia ayudándose de fotografías familiares, comentándolas más tarde con su hija. A su vez, profundiza en el papel de la mujer a lo largo de la historia de la literatura, con una entrevista a Raquel de la Varga, que en ese momento era estudiante del máster en literatura española y comparada de la Universidad de León.
Shakespeare no estuvo allí, trabajo creado para la exposición colectiva Homenaje a las jóvenes creadoras de la fotografía y la videocreación, que pudo visitarse en la sala de exposiciones de la biblioteca pública de Astorga en 2014, da comienzo al proceso de visibilización de las mujeres en el arte, presentes y pasadas, próximas y ajenas, sobre las que Medarde quiere llamar la atención y sacar a la luz.

### La espiral maravillosa (proyecto)
La espiral maravillosa es un proyecto multidisciplinar, ganador de la II beca Villalar de creación artística contemporánea de Castilla y León y llevado a cabo durante 2018/2019. El proyecto aborda la vida de una pionera del cine, Leocadia Cantalapiedra (Salamanca 1890 – México 1952), en un momento de la historia en el que las mujeres tenían sus derechos más básicos limitados (como el acceso a la Universidad o el sufragio). Para poder hacer cine, Leocadia tuvo que hacer uso de tres alter ego: Leo, Nico y Zoe.

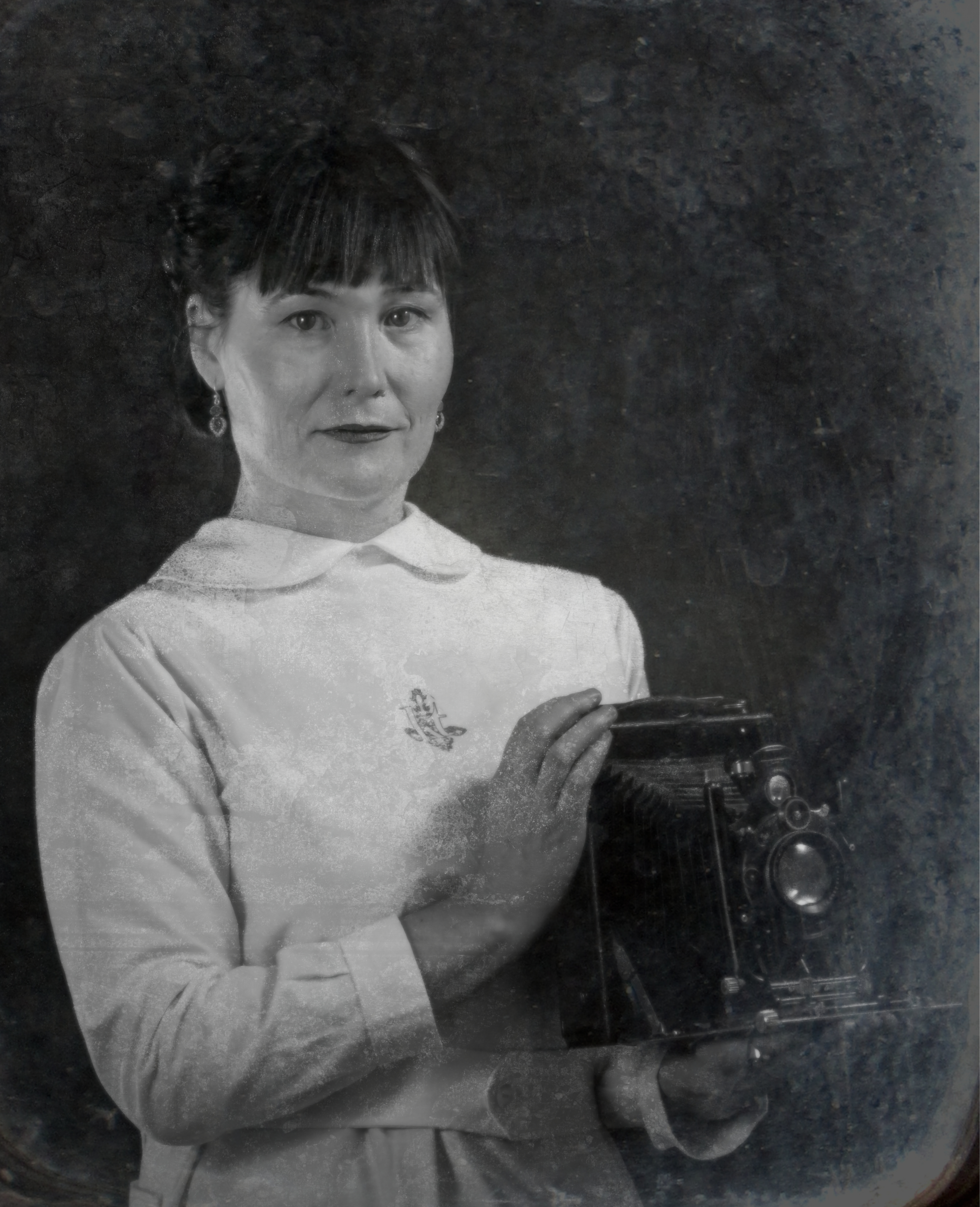
Leocadia Cantalapiedra
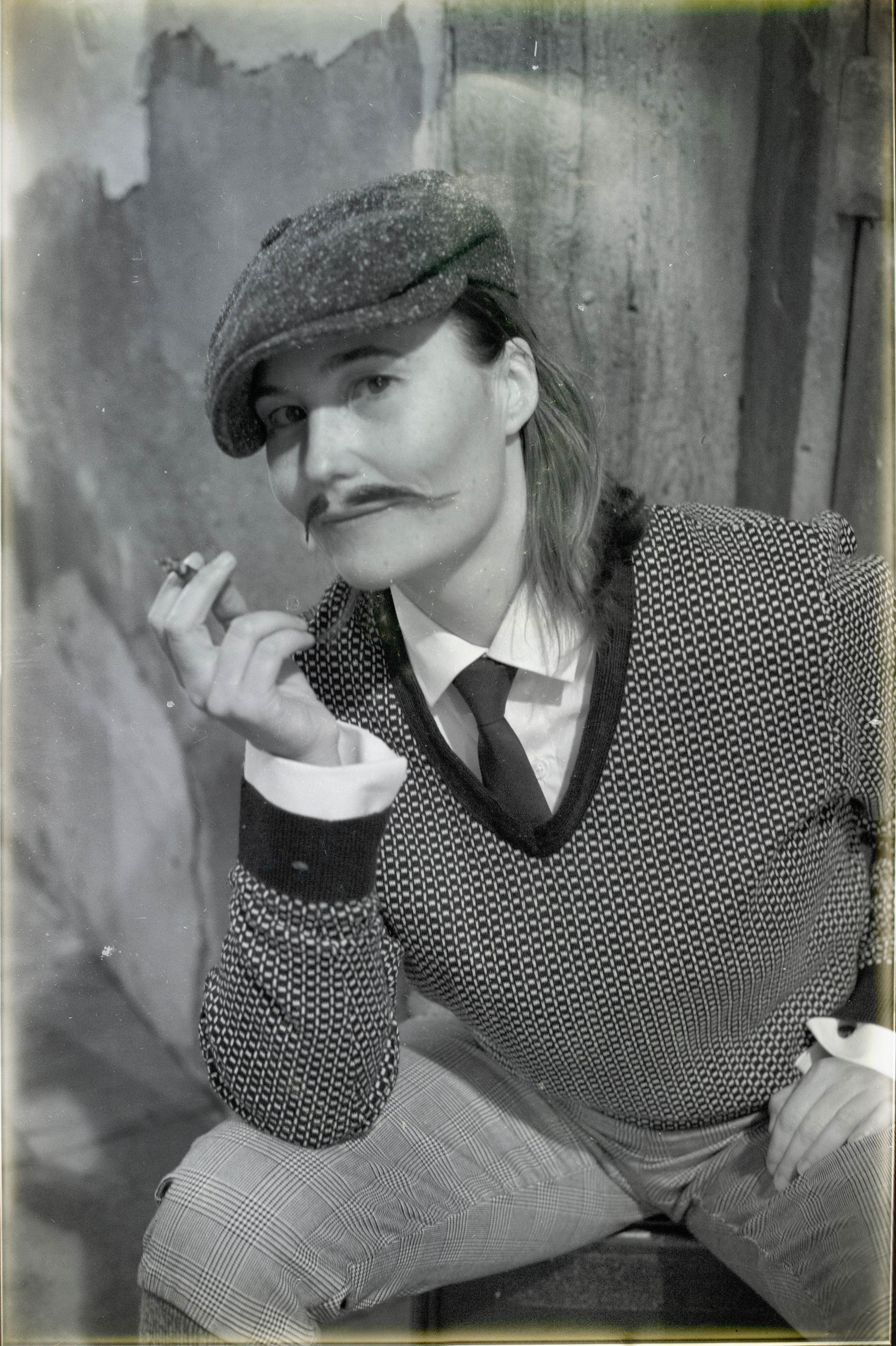
Nico Oliver
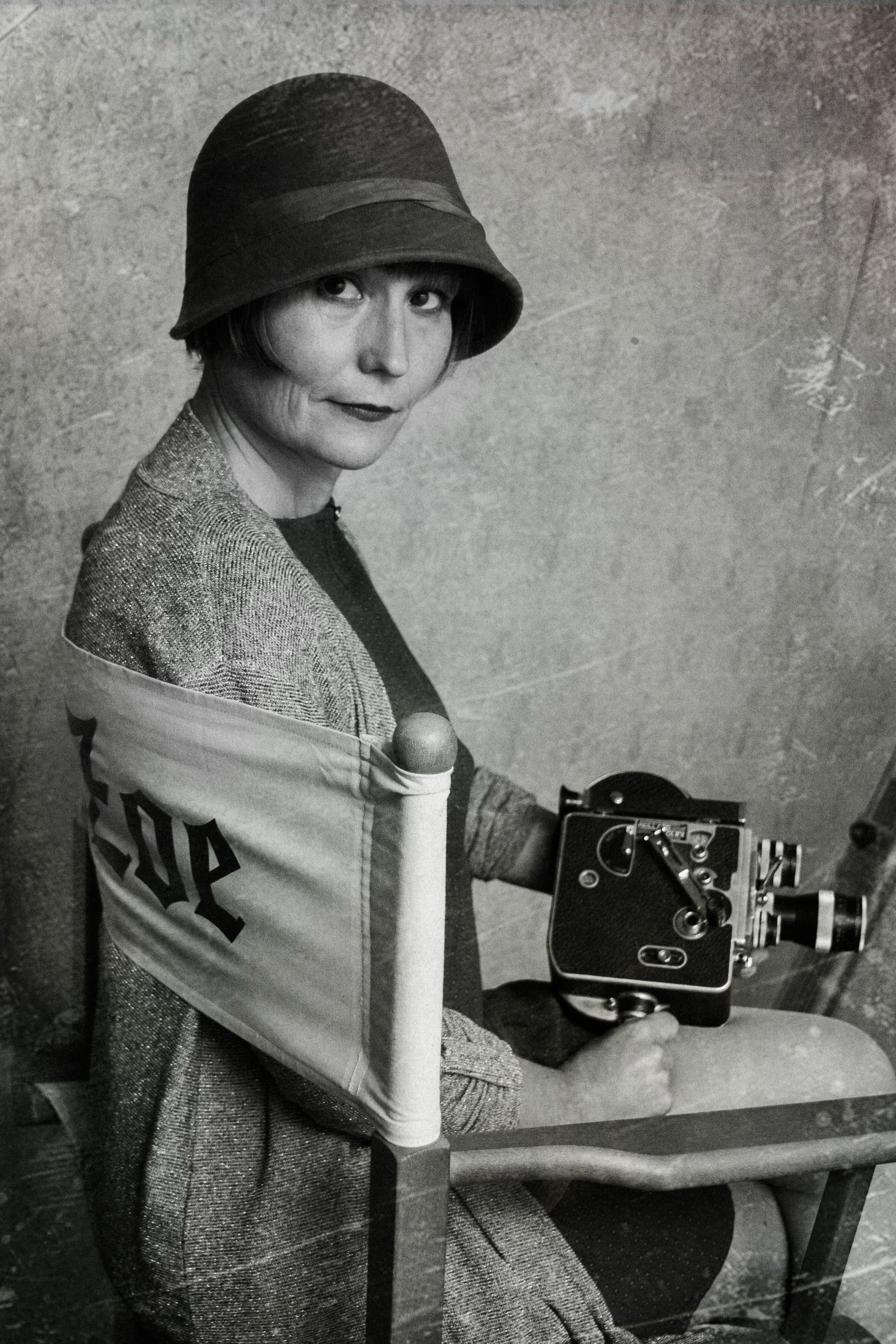
Zoe Lapierre

El proyecto comprende una serie de fragmentos cinematográficos rescatados -Four elephants (1916), La biblioteca de señoritas (1917) y Zapatos (1918)-, un cortometraje surrealista -La ranura (1929)-, el álbum de fotos de Leocadia y el diario de Leocadia. Todo el material fílmico se ha rodado con la cámara de cine AXIOM Beta, en palabras de la autora: «... la primera cámara de cine digital abierta de la historia». Con este trabajo, continua con el objetivo de visibilizar a las mujeres en el arte, remarcando la problemática de no poseer un espejo en el que mirarse, haciendo la siguiente reflexión:
«... la ausencia de visibilidad de las mujeres en el mundo artístico hace que las mujeres no nos hayamos podido ver reflejadas en esos espejos sociales. Si no conozco mujeres referentes en el mundo del cine o en otras disciplinas artísticas, no nace en mí esa posibilidad. Si pienso que el cine lo hacen los hombres, los libros son escritos por hombres y los cuadros los pintan los hombres, como mujer, puedo no sentirme validada para ejercer esos roles; puedo pensar que es algo que no me corresponde».
La espiral maravillosa pone en valor historias de mujeres españolas como Concha Méndez, las hermanas Margarita Gil Roësset y Consuelo Gil Roësset, Zenobia Camprubí o Rosa Chacel, así como cineastas tales como Alice Guy, Lois Weber, Germaine Dulac o Musidora.

### La espiral maravillosa. El Sex Appeal de las soluciones imaginarias
Tras el proceso de investigación llevado a cabo con el proyecto La espiral maravillosa, comienza a trabajar en su ópera prima La espiral maravillosa. El Sex Appeal de las soluciones imaginarias. El largometraje cuenta la historia de Leocadia Cantalapiedra, cineasta española de la época de las vanguardias, que se entrelaza con la de cineastas como Alice Guy, Lois Weber, Germaine Dulac o Musidora, permitiéndole realizar un homenaje a estas pioneras del cine.

«Leocadia Cantalapiedra actúa como símbolo, representa y engloba las historias de muchas otras mujeres creadoras y vanguardistas, cuyas historias y obras no nos han llegado».

### Las calles de Granada
Las calles de Granada es un cortometraje docuficción musical, que fue rodado en octubre de 2022 y culminó su posproducción en enero de 2023. Es una recreación histórica que cuenta cómo se difundían los temas musicales en los pueblos de León por parte de las antiguas orquestinas durante los años de posguerra. 
La dirección de fotografía estuvo a cargo de Juan Marigorta, y el guion fue coescrito por Isabel Medarde, Déborah Fernández y Raquel Ordóñez Lanza. La producción fue realizada por Bambara Zinema en colaboración con La Orquestina de León.
El cortometraje, de 14 minutos de duración, fue rodado en octubre de 2022 en el entorno del santuario de Manzaneda del Torío. Contó con la participación de un equipo de unas 50 personas, incluyendo técnicos, músicos, actores y figurantes de León y Asturias.
En 1941 los vecinos de Manzaneda del Torío celebran la fiesta patronal de la Virgen de Manzaneda. Tras la procesión y la misa, acuden a una verbena amenizada por La Orquestina de León. El ambiente festivo se trunca cuando dos mozas, Socorro y Lola, comienza una pelea por Narciso. Ante el asombro de todos, las mozas reviven, durante el baile, la propia reyerta narrada en la canción que La Orquestina está interpretando Las calles de Granada.
Obtiene los reconocimientos como el Premio al Mejor Cortometraje de Castilla y León Festival de Cine Rural y de Montaña Cervera de Pisuerga, el Premio del Público Festival de Cine de Saldaña 2023 y el  Premio Mejor Fotografía Festival de Cine de Astorga.

### May I Use Your Toilet?
May I Use Your Toilet?,' estrenado en 2024, es un cortometraje documental de denuncia producido por Isabel Medarde y dirigido por Cecilia Alda Vidal. Trata sobre las condiciones en que viven, por falta de salud en los servicios sanitarios, los barrios más desfavorecidos de Lilongwe, capital de Malawi. Este trabajo, producido, escrito y editado por Medarde, visibiliza la falta de acceso a servicios básicos de salud y saneamiento que afecta a estas comunidades. El documental forma parte del doctorado de Cecilia Alda Vidal, Examining nature society relations through urban infrastructure y contó con el apoyo de la Universidad de Mánchester y Universidad de Edimburgo. 

### El tren del olvido
El tren del olvido, es un cortometraje documental de denuncia para visibilizar la pésima situación que vive en la actualidad el Ferrocarril de Vía Estrecha (FEVE) de la provincia de León y cómo afecta a los pueblos y vecinos de la España Vaciada y al medio ambiente. 
En este trabajo del año 2024, se da voz a los usuarios del tren de FEVE quienes comparten sus experiencias sobre la historia y la situación actual de este servicio público. El cortometraje  sigue a dos viajeros reales, Manuel y Natalia, que utilizan este tren a diario para desplazarse desde sus pueblos hasta la ciudad de León y atender a sus quehaceres cotidianos. Su preocupaión por este servicio les lleva a realizar una defensa encarnizada del mismo y a reclamar mejoras para que este servicio histórico no muera en el olvido y con él los pueblos que el tren surca a su paso.
Este trabajo de Isabel Medarde ha generado un notable interés en la provincia de León. Se ha destacado por su enfoque en la situación del tren de FEVE, un servicio que es muy significativo para la región. La iniciativa de crowdfunding para financiar su postproducción refleja el fuerte apoyo de la comunidad. Además, el cortometraje ha sido presentado en diversos festivales, como la SEMINCI, lo que demuestra el interés y el compromiso local con la preservación de este servicio ferroviario.
Obtiene el Premio Mejor Documental Festival de Cine de Astorga 2024, el Premio Valores Sociales Festival Luna de Cortos 2024 y el Premio Mejor Directora Festival de Cine Rural y de Montaña de Cervera de Pisuerga 2024.

## Filmografía
| Tipo             | Año  | Título                                                                                      | Directora | Asistente dirección | Directora producción | Productora | Guionista | Actriz | Operadora de cámara | Continuista | Cómo se hizo | Ref                                                                   |
| ---------------- | ---- | ------------------------------------------------------------------------------------------- | --------- | ------------------- | -------------------- | ---------- | --------- | ------ | ------------------- | ----------- | ------------ | --------------------------------------------------------------------- |
| Largometrajes    | 2010 | Viene una chica                                                                             |           |                     | ✘                    |            |           |        |                     |             |              |                                                                       |
| Largometrajes    | 2011 | Pisoraca                                                                                    |           |                     | ✘                    |            |           |        |                     |             |              | [ 90 ]                                                                |
| Largometrajes    | 2013 | Maragatería: una cor(e)ografía                                                              |           |                     |                      | ✘          |           |        |                     |             |              | [ 91 ] [ 92 ] [ 93 ] [ 94 ] [ 95 ] [ 96 ]                             |
| Largometrajes    | 2015 | El espejo de la memoria                                                                     |           |                     |                      | ✘          |           |        |                     |             |              | [ 97 ] [ 98 ] [ 99 ]                                                  |
| Largometrajes    | 2020 | Vampus Horror Tales                                                                         |           |                     |                      |            |           |        |                     | ✘           |              | [ 100 ]                                                               |
| Largometrajes    | 2022 | La espiral maravillosa. El Sex Appeal de las soluciones imaginarias                         | ✘         |                     | ✘                    | ✘          | ✘         | ✘      |                     |             |              | [ 7 ] [ 101 ] [ 41 ] [ 64 ] [ 6 ] [ 102 ] [ 2 ] [ 8 ] [ 62 ] [ 40 ]   |
|                  | 2024 | El Ritual de Huasao                                                                         |           | ✘                   |                      |            |           |        |                     |             |              |                                                                       |
| Documentales web | 2016 | La voz del concejo                                                                          | ✘         |                     |                      | ✘          |           |        |                     |             |              | [ 1 ] [ 44 ] [ 45 ] [ 46 ] [ 47 ] [ 48 ] [ 49 ]                       |
| Series           | 2015 | Smaug                                                                                       | ✘         |                     |                      | ✘          |           |        |                     |             |              | [ 103 ] [ 104 ]                                                       |
| Cortometrajes    | 2005 | Aquellos días de invierno                                                                   |           |                     |                      |            |           | ✘      |                     |             |              | [ 105 ]                                                               |
| Cortometrajes    | 2007 | Stuffed guts                                                                                |           |                     |                      |            |           |        |                     |             | ✘            | [ 106 ]                                                               |
| Cortometrajes    | 2010 | Contranatura                                                                                |           |                     |                      |            |           |        |                     | ✘           |              | [ 107 ]                                                               |
| Cortometrajes    | 2011 | La casa brown                                                                               |           |                     |                      | ✘          |           |        |                     |             | ✘            | [ 108 ]                                                               |
| Cortometrajes    | 2011 | Surya Namaskara                                                                             | ✘         |                     |                      | ✘          | ✘         | ✘      |                     |             |              | [ 109 ] [ 3 ] [ 110 ]                                                 |
| Cortometrajes    | 2011 | La dantesca escena                                                                          |           |                     | ✘                    |            |           |        |                     |             |              | [ 111 ] [ 112 ] [ 113 ] [ 114 ] [ 115 ] [ 116 ]                       |
| Cortometrajes    | 2013 | El valor de escribir una historia                                                           | ✘         |                     | ✘                    |            |           |        |                     |             |              | [ 2 ] [ 117 ] [ 118 ]                                                 |
| Cortometrajes    | 2013 | Killrats                                                                                    |           |                     | ✘                    |            |           |        |                     |             |              | [ 119 ] [ 2 ] [ 120 ]                                                 |
| Cortometrajes    | 2014 | Shakespeare no estuvo allí                                                                  | ✘         |                     |                      | ✘          | ✘         |        |                     |             |              | [ 2 ] [ 121 ] [ 56 ] [ 57 ] [ 122 ] [ 3 ]                             |
| Cortometrajes    | 2014 | Tríptico                                                                                    |           |                     | ✘                    |            |           |        |                     |             |              | [ 123 ] [ 124 ] [ 125 ] [ 126 ]                                       |
| Cortometrajes    | 2015 | Presión, depresión, expresión                                                               | ✘         |                     |                      | ✘          | ✘         |        |                     |             |              | [ 2 ] [ 127 ] [ 128 ] [ 129 ] [ 130 ]                                 |
| Cortometrajes    | 2015 | La trampa                                                                                   |           |                     |                      | ✘          |           |        | ✘                   |             |              | [ 2 ] [ 130 ] [ 131 ] [ 132 ] [ 133 ] [ 134 ]                         |
| Cortometrajes    | 2015 | Por no morir nada más vernos                                                                |           |                     |                      |            |           |        |                     |             | ✘            | [ 135 ] [ 136 ]                                                       |
| Cortometrajes    | 2018 | Corre el carnaval                                                                           | ✘         |                     |                      |            | ✘         |        |                     |             |              | [ 9 ] [ 137 ] [ 138 ] [ 139 ] [ 140 ] [ 141 ] [ 142 ] [ 143 ]         |
| Cortometrajes    | 2018 | La Proeza                                                                                   |           |                     | ✘                    | ✘          |           |        |                     |             |              | [ 144 ] [ 2 ] [ 145 ] [ 146 ] [ 147 ] [ 148 ] [ 149 ] [ 150 ] [ 151 ] |
| Cortometrajes    | 2019 | La ranura                                                                                   | ✘         |                     | ✘                    | ✘          | ✘         |        |                     |             |              | [ 6 ] [ 7 ] [ 152 ] [ 101 ] [ 153 ]                                   |
| Cortometrajes    | 2022 | La Calima                                                                                   |           |                     |                      |            |           |        |                     | ✘           |              | [ 154 ] [ 155 ]                                                       |
| Cortometrajes    | 2023 | Las calles de Granada                                                                       | ✘         |                     |                      | ✘          | ✘         |        |                     |             |              |                                                                       |
| Cortometrajes    | 2024 | May I Use Your Toilet                                                                       | ✘         |                     |                      | ✘          | ✘         |        |                     |             |              |                                                                       |
| Cortometrajes    | 2024 | El tren del olvido                                                                          | ✘         |                     |                      | ✘          | ✘         |        |                     |             |              |                                                                       |
| Vídeos musicales | 2011 | Soundtrack del LP Soundtrack for a Winter's Tale, The Bright                                |           |                     | ✘                    |            |           |        |                     |             |              | [ 156 ]                                                               |
| Vídeos musicales | 2012 | Dos imanes de Yaser González                                                                |           |                     | ✘                    |            |           |        |                     |             |              | [ 157 ]                                                               |
| Vídeos musicales | 2012 | Las caras de Bélmez del EP La feria de abril, Verano Tassotti                               | ✘         |                     | ✘                    |            | ✘         |        | ✘                   |             |              | [ 158 ]                                                               |
| Vídeos musicales | 2013 | Tenía que decírtelo del disco Delantera mítica, Quique González                             |           |                     | ✘                    |            |           |        |                     |             |              | [ 159 ]                                                               |
| Vídeos musicales | 2013 | La Luz Distinta, Fabián                                                                     |           |                     | ✘                    |            |           |        |                     |             |              | [ 160 ]                                                               |
| Vídeos musicales | 2013 | Hexágonos del álbum Estados, The Bright                                                     |           |                     | ✘                    |            |           |        |                     |             |              | [ 161 ]                                                               |
| Vídeos musicales | 2013 | Los buenos tiempos del EP La casa del pantano, Verano Tassotti                              | ✘         |                     | ✘                    |            | ✘         |        | ✘                   |             |              | [ 162 ]                                                               |
| Vídeos musicales | 2013 | Un plan sublime del EP Todos los cuentos, Verano Tassotti                                   | ✘         |                     | ✘                    |            | ✘         |        | ✘                   |             |              | [ 163 ]                                                               |
| Vídeos musicales | 2014 | Without Your Love, LuGotti                                                                  |           |                     | ✘                    |            |           |        |                     |             |              | [ 164 ]                                                               |
| Vídeos musicales | 2014 | Entre girasoles del álbum UHF, Cooper                                                       |           |                     | ✘                    |            |           |        |                     |             |              | [ 165 ]                                                               |
| Vídeos musicales | 2015 | She's the one del disco Una forma rara de ser tonto, Pablo Moro y Los Chicos Listos         |           |                     | ✘                    |            |           |        |                     |             |              | [ 166 ]                                                               |
| Vídeos musicales | 2015 | Aire del LP Líneas divisorias, The Bright                                                   |           |                     | ✘                    |            |           |        |                     |             |              | [ 167 ]                                                               |
| Vídeos musicales | 2018 | Fruta y chocolate del disco El buen salvaje, Alberto & García                               |           |                     | ✘                    |            |           |        |                     |             |              | [ 168 ]                                                               |
| Vídeos musicales | 2018 | Dos grados bajo cero del LP Tiempo, temperatura, agitación, Cooper                          |           | ✘                   |                      |            |           |        |                     |             |              | [ 169 ]                                                               |
| Vídeos musicales | 2018 | Singularity del álbum Singularity, Staytons                                                 |           |                     | ✘                    |            |           |        |                     |             |              | [ 170 ]                                                               |
| Vídeos musicales | 2019 | Old Fame del EP Kid Stuff, Staytons                                                         |           |                     | ✘                    |            |           |        |                     |             |              | [ 171 ]                                                               |
| Vídeos musicales | 2019 | Jamás, jamás (feat. Carlos Baute) del disco Jamás, jamás (feat. Carlos Baute), Café Quijano |           |                     | ✘                    |            |           |        |                     |             |              | [ 172 ]                                                               |
| Vídeos musicales | 2020 | Pasos de baile, Staytons                                                                    |           |                     | ✘                    |            |           |        |                     |             |              | [ 173 ]                                                               |
| Vídeos musicales | 2021 | La Jamaicana del álbum La Jamaicana, Café Quijano                                           |           |                     | ✘                    |            |           |        |                     |             |              | [ 174 ]                                                               |
| Vídeos musicales | 2021 | Entre tus dedos, Zabriskie                                                                  |           | ✘                   | ✘                    | ✘          |           |        |                     |             |              | [ 175 ]                                                               |
| Vídeos musicales | 2022 | Recuerdos de Anoche, Polaroids                                                              |           |                     | ✘                    |            |           |        |                     |             |              | [ 176 ]                                                               |
| Vídeos musicales | 2022 | Quiero álbum Manhattan, Café Quijano                                                        |           |                     | ✘                    |            |           |        |                     |             |              | [ 177 ]                                                               |
| Vídeos musicales | 2022 | Burning Flame, Liucija Sudikaitė                                                            |           |                     | ✘                    |            |           |        |                     |             |              | [ 178 ]                                                               |
| Vídeo marketing  | 2016 | Le pasquín poético 2016                                                                     | ✘         |                     | ✘                    |            | ✘         |        | ✘                   |             |              | [ 179 ] [ 180 ]                                                       |
| Vídeo marketing  | 2017 | Nuevo Equipamiento Fundación Cerezales Antonino y Cinia                                     | ✘         |                     | ✘                    |            | ✘         |        | ✘                   |             |              | [ 1 ] [ 181 ]                                                         |

## [182]Premios y reconocimientos
- En 2024, por el trabajo El tren del olvido, obtiene el Premio Mejor Documental Festival de Cine de Astorga,[183] el Premio Valores Sociales Festival Luna de Cortos[184] y el Premio Mejor Directora Festival de Cine Rural y de Montaña de Cervera de Pisuerga.[185]
- En 2023, por el cortometraje Las calles de Granada,[186] recibe el Premio al Mejor Cortometraje de Castilla y León Festival de Cine Rural y de Montaña Cervera de Pisuerga,[187] el Premio del Público Festival de Cine de Saldaña[188] y el  Premio Mejor Fotografía Festival de Cine de Astorga.[189]
- En 2018 recibió la II beca Villalar de creación artística contemporánea de Castilla y León concedida por la Fundación Villalar Castilla y León por el proyecto La espiral maravillosa.[1][2][52][53]
- En 2015 el trabajo Presión, depresión, expresión se incluyó en el Programa Quercus Castilla y León.[190]
- En 2011 recibió el primer premio en la categoría abierta del festival BBKTimelapse por el trabajo Surya Namaskara.[2][191]